# فهرست پرچم‌داران کاروان افغانستان در المپیک
این صفحه فهرستی از پرچمداران افغانستان در بازی‌های المپیک است.
پرچم داران در مراسم افتتاحیه بازی‌های المپیک پرچم ملی کشور خود را حمل می‌کنند.
| # | سال رویداد | فصل     | پرچمدار                  | ورزش                 |
| - | ---------- | ------- | ------------------------ | -------------------- |
| ۸ | ۲۰۲۰       | تابستان | فرزاد منصوری کیمیا یوسفی | تکواندو دو و میدانی  |
| ۷ | ۲۰۱۶       | تابستان | محمد توفیق بخشی          | جودو                 |
| ۶ | ۲۰۱۲       | تابستان | نثاراحمد بهاوی           | تکواندو              |
| ۵ | ۲۰۰۸       | تابستان | نثاراحمد بهاوی           | تکواندو              |
| ۴ | ۲۰۰۴       | تابستان | نینا صورت‌گر              | غیر شرکت‌کننده (مربی) |
| ۳ | ۱۹۹۶       | تابستان | Muhamed Aman             | بوکس                 |
| ۲ | سال ۱۹۸۸   | تابستان | Mohammad Razigul         | کشتی                 |
| ۱ | ۱۹۷۲       | تابستان | غلام دستگیر              | کشتی                 |